# Fabrizio de Miranda
Fabrizio de Miranda (Nápoles, 30 de octubre de 1926 - Milán, 21 de enero de 2015) fue un ingeniero italiano dedicado a la construcción y diseño de puentes. Se graduó en Ingeniería Civil por la Universidad de Nápoles Federico II en 1950.
Desde 1952 se dedicó a la construcción y diseño estructural de puentes, alcanzando puestos relevante en empresas potentes de la industria, siendo el presidente de su propia empresa, Studio De Miranda Associati. Asimismo, participó en numerosos comités internacionales para cuestiones técnicas.
A lo largo de su trayectoria profesional diseñó un sinnúmero de puentes y otras construcciones, pero cabe destacar su aportación al desarrollo de los puentes atirantados, siendo el diseñador del Puente de Rande y del Complejo Ferrovial Zárate - Brazo Largo, entre otros. Por otra parte fue autor de numerosos libros y ensayos sobre el tema.